# Alleestraße 23 (Mönchengladbach)

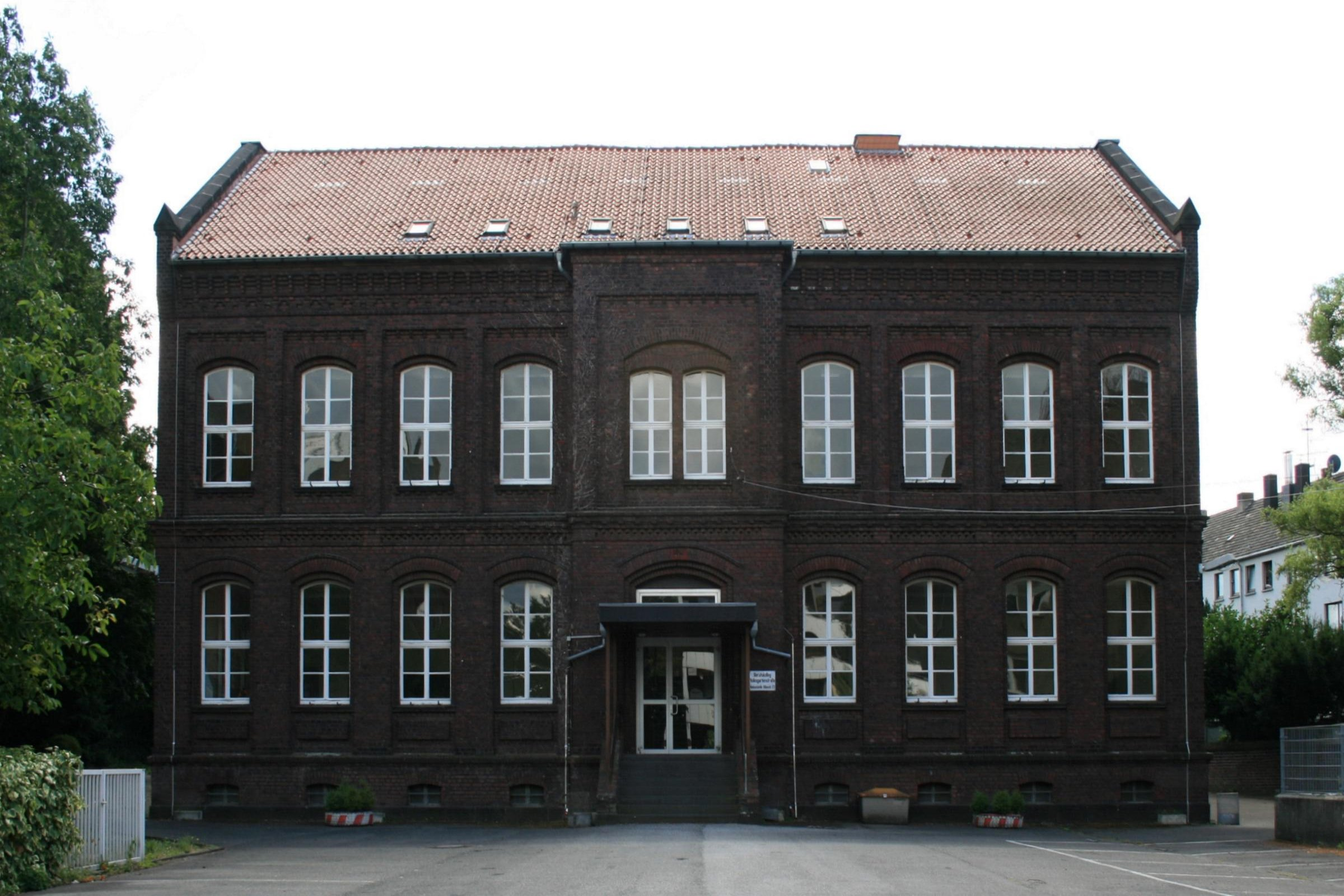
Berufskolleg (2010)

Das Berufskolleg Alleestraße 23 steht im Stadtteil Hardterbroich-Pesch in der Stadt Mönchengladbach in Nordrhein-Westfalen. Es wurde vor 1891 erbaut. Das Haus ist unter Nr. A 023 am 15. Dezember 1987 in die Denkmalliste der Stadt Mönchengladbach eingetragen worden.

## Architektur
Es handelt sich um ein lang gestrecktes zweigeschossiges Schulgebäude in Pesch aus Backstein in symmetrischer Gliederung. Es wurde vor 1891 erbaut.
Über befenstertem Kellersockel, im unteren Drittel aus Naturstein, zeigt die Fassade zehn gleichmäßige Fensterachsen mit stark vorspringendem Mittelrisalit, der ehemals übergiebelt war und den Haupteingang bzw. das Treppenhaus enthält. Das Fassadengefüge wird bestimmt durch die Reihung großformatiger, hochrechteckig angelegter Segmentbogenfenster, die im Erdgeschoss in den eingetieften Brüstungsfeldern aufgemauerte Rechtecke zeigen, ansonsten durch gleichförmig versetzt angeordnetes Gewände und durch Sohlbänke aus scharriertem Steinputz abgesetzt sind.
Die horizontale Gliederung erfolgt durch teilweise aus Formsteinen zusammengesetzte, in der vertikalen Abfolge der Geschosse, unterschiedlich ausgebildete Teilungsgesimse und Zierfriese. Sehr differenziert ausgeführt ist der obere Abschluss mit einer Frieszone aus eingelassenen Rautenfeldern und einem breiten Konsolfries. Dieses an sich schlichte Gliederungssystem ist im Obergeschoss durch Einführung von die Fensterachsen einfassenden Lisenen bereichert. Das Eingangsjoch, dessen zwei Fenster durch einen überdeckenden Segmentbogen paarweise zusammengefasst sind, ist mit einer eigenen Lisenenrahmung versehen.
Die über das ziegelgedeckte Satteldach hinausgeführten Giebelabschlüsse der beiden identisch gestalteten Seitenfronten schließen die Fassade seitlich in Form eines vereinfachten Fialtürmchens ab. An den in beiden Geschossen unbefensterten Seitenfronten die gleiche horizontale Gliederung durch Teilungsgesimse und vertikal durch stockwerkübergreifende Lisenen. Der in drei Joche gegliederte Dreiecksgiebel wird durch vier Fenster – die des Mitteljoches analog denen des vorderen Risalits paarweise gekuppelt – geöffnet; konsolengestütztes Giebelgesims.
Die Rückfront ist grundsätzlich der vorderen ähnlich gegliedert; abweichend nur, der als kubischer Baublock (dreiachsig) ausgebildete Mittelrisalit, der bis in die Mitte des OG übergreift. Ein abschließender Konsolfries des Obergeschosses leitet über zur vorgehängten Traufe des Flachdachs. Die Wand darüber zeigt sechs kleine, paarweise gekuppelte Rundbogenfenster. Sehr störend der mittig vorgelagerte eingeschossige Anbau (Pausenhalle) auf winkelförmigen Grundriss. Sehr gut erhalten die aus der Erbauungszeit stammenden zweiflügeligen Drehflügelfenster mit originaler Sprossenteilung.
Die Fassadenwirkung dagegen stark beeinträchtigend ist die moderne, in den Bogenbereich der Eingangsnische einschneidende Betonüberdachung der Treppe. Im Inneren blieben die ursprüngliche Raumanordnung sowie die einläufige Treppenanlage, die sich nach einem Zwischenpodest in zwei Arme aufteilt, erhalten.